# Sycophila peterseni
Sycophila peterseni är en stekelart som beskrevs av T.C. Narendran 1984. Sycophila peterseni ingår i släktet Sycophila och familjen kragglanssteklar. Inga underarter finns listade i Catalogue of Life.